# Castelo de Naworth

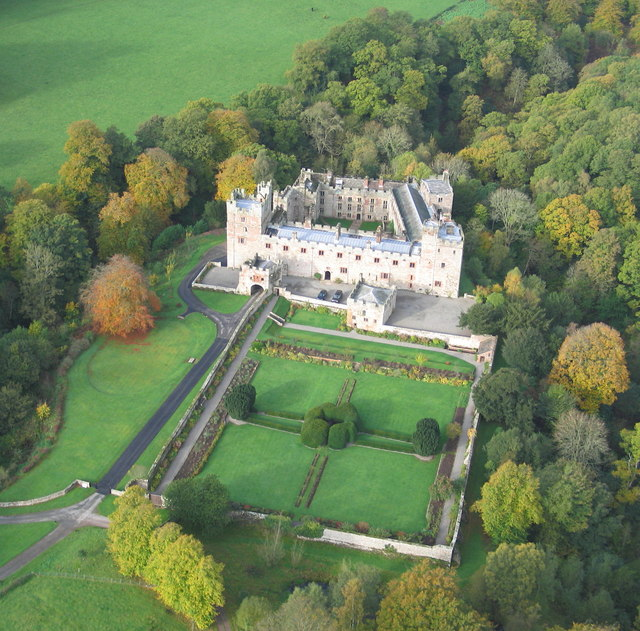
Vista geral do castelo.

O Castelo de Naworth (em inglês:  Naworth Castle, também conhecido e registado em documentos históricos como "Naward") é um palácio fortificado na Inglaterra. Está situado na Cumbria, próximo da cidade de Brampton. Fica junto à A69, a cerca de 3 km de Brampton. Fica no campo de visão do Priorado de Lanercost, na margem oposta do Rio Irthing. Encontra-se próximo da Muralha de Adriano e foi construído para guardar a fronteira com a Escócia.

## História
O castelo tem as suas origens, possivelmente, no final do século XIII, com numa torre de menagem e muralhas quadradas. A parte mais antiga do edifício foi construída pelos Lordes Dacre de Gilsland no século XIV. Este foi mencionado pela primeira vez em 1323. Em 1335 foi concedida a Ralph Dacre, 1º Barão Dacre, uma licença de acastelamento.
Quando Lord Dacre casou com Elizabeth de Greystoke as propriedades da família foram ampliadas. No entanto, em 1560 a linhagem masculina da família extinguiu-se e o castelo passou com as suas propriedades, por casamento, para as mãos de Thomas Howard, 4º Duque de Norfolk.
O duque concedeu a propriedade ao seu filho mais novo, Lord William Howard. Este reparou o castelo e criou uma biblioteca, um oratório e um quarto numa das torres.
Quando, no início do século XVIII, Castle Howard foi construído numa das propriedades da família no Yorkshire, o Naworth Castle deixou de ser a principal residência dos Howard.
O edifício foi negligenciado e, em 1844, acabou por ser consumido pelo fogo. A aparência atual do palácio deve-se aos restauros efetuados por Anthony Salvin (1846-1848) e C.J. Ferguson.
Na década de 1880, George Howard, mais tarde 9º Conde de Carlisle, contratou Philip Webb para proceder a alterações na ala sul. Lord Carlisle era um espírito liberal, opondo-se ao princípio da primogenitura. Aquando da sua morte, as propriedades da família não passaram automaticamente par ao seu filho mais velho, tendo sido divididas. O seu filho mais velho recebeu a parte mais pequena da partilha, a qual incluía o Naworth Castle.
Atualmente o palácio permanece nas mãos dos seus descendentes.

## Arquitetura, interiores e jardins

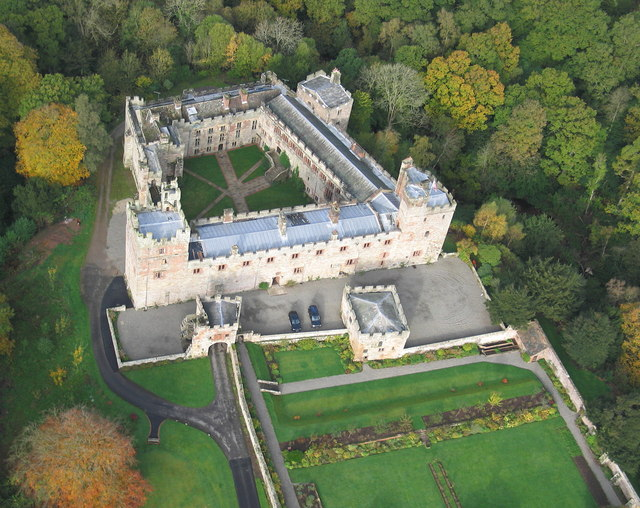
Vista aérea do Naworth Castle.

O palácio atual consiste num pátio com torres nos cantos. A mais alta das torres flanqueia a ala sul (entrada).
O primeiro andar foi provavelmente construído por Thomas, Lord Dacre do Norte, no início do século XVI. este era o comandante das forças de reserva em Flodden e o seu brasão encontra-se exposto sobre a destacada portaria da entrada.
Entra-se no Naworth Castle pelo Vestíbulo, o qual possui um vasto teto arcado e contém quatro maciças bestas heráldicas em madeira pintada, usadas pelos Dacres como estandartes nas batalhas, as quais datam, provavelmente, do início do século XVI. Nas paredes encontram-se tapeçarias francesas, datadas de 1610, as quais foram adquiridas na liquidação dos Orleães depois da Revolução Francesa.
A Galeria, apainelada por Salvin, contém retratos e aguarelas. Uma escadaria desce para a antiga biblioteca, a qual se encontra no lugar da capela medieval destruída pelo incêndio de 1844. A Sala de Desenho, criada por Webb em estilo neoisabelino, contém uma coleção de retratos dos Howard.
O edifício está rodeado por campos, os quais incluem um jardim murado do século XVII. A propriedade possui, ainda, 400 acres de bosques.

## Uso atual
O edifício está aberto ao público durante todo o ano, embora só disponível para grupos e sujeito a marcação. Além disso, o palácio está licenciado para a celebração de casamentos civis.